# Гулян, Ашот Амаякович
Ашот Амаякович Гулян (арм. Ղուլյան Աշոտ Հմայակի), прозвище Бекор (арм. Բեկոր; 5 октября 1959, Баку —24 августа 1992, Дрмбон, Нагорный Карабах) — участник Первой карабахской войны на армянской стороне, Герой Арцаха (1999).

## Биография
Родился 5 октября 1959 года в городе Баку, Азербайджанская ССР.
В 1975 году его семья переехала в село Хндзристан (ныне село Алмалы) Аскеранского района Нагорно-Карабахской автономной области (НКАО) Азербайджанской ССР (ныне Ходжалинский район Азербайджана), а затем в Степанакерт (ныне Ханкенди). Ашот Гулян работал портным, строителем, автоводителем, слесарем. При содействии своих боевых друзей он изготавливал самодельные гранаты и гранатомёты.
Участвовал в Первой карабахской войне, Он был подпольщиком и партизаном, возглавлял небольшой отряд самообороны, который впоследствии, после гибели Гуляна, стал Первой ротой города Степанакерт. За многочисленные ранения в боях Ашот Гулян получил прозвище Бекор (арм. Բեկոր — «Осколок»).
Участвовал во взятии Шуши и штурме Ходжалы. Принимал участие в большинстве боёв, проведённых на территории Нагорного Карабаха: в Аскеране, Гадруте, Ашагы-Агджакенде, Дашалты, Шуше, Лачыне, Агдере, Ходжалы.
Погиб в бою за село Дрмбон (ныне Хейвалы) под Агдере 24 августа 1992 года.

## Семья
Жена и трое детей.

## Награды
- Герой Арцаха (1999, посмертно)
- Орден «Боевой Крест» I степени (посмертно), НКР
- Медаль «За освобождение Шуши» (посмертно), НКР